# 樋口隆一
樋口 隆一（ひぐち りゅういち、1946年（昭和21年）4月9日 - ）は、日本の音楽学者、指揮者。明治学院大学名誉教授。哲学博士（エバーハルト・カール大学テュービンゲン）。国際音楽学会副会長・日本選出理事。音楽文献目録委員会委員長。日本アルバンベルク協会常任理事。DAAD友の会元会長。

## 略歴
東京生まれ。祖父は樋口季一郎陸軍中将。叔父は作曲家の乾春男。麻布高校卒、慶應義塾大学文学部卒、同大学院修士課程修了。作曲理論を池辺晋一郎に学ぶ。ドイツ学術交流会（DAAD）奨学生として、西ドイツのエバーハルト・カール大学テュービンゲン（テュービンゲン大学）に留学し、音楽学をゲオルク・フォン・ダーデルセンに師事し、指揮法をアレクサンダー・スムスキーに師事した。1979年「教会カンタータに関する研究」で哲学博士の学位を取得。シュトゥットガルト聖マリア教会代理合唱長、ゲッティンゲン・バッハ研究所客員研究員。
帰国後は明治学院大学で文学部芸術学科助教授・教授・文学部長を歴任し、2015年に退任して名誉教授。バッハとシェーンベルクを中心とする西洋音楽史を講じ、指揮者、音楽評論家としても活動。1988年京都音楽賞、1989年辻荘一賞を受賞。2000年明治学院バッハ・アカデミーを創設し芸術監督。2002年オーストリア学術芸術功労十字章が授与された。2023年から国際音楽資料情報協会（IAML）日本支部長。

## 著書
- 『ミューズの道草』春秋社、1983
- 『バッハ　カラー版 作曲家の生涯』新潮文庫、1985
- 『原典版のはなし　作曲家と演奏家のはざまに』全音楽譜出版社、1986
- 『バッハ カンタータ研究』音楽之友社、1987
- 『ドイツ音楽歳時記　民謡とバッハのカンタータで綴る』講談社、1987　
  - 『バッハの四季　ドイツ音楽歳時記』平凡社ライブラリー、2000
- 『バッハ探究』春秋社、1993、新版1996
- 『バッハから広がる世界』春秋社、2006
- 『バッハの風景』小学館、2008
- 『バッハの人生とカンタータ』春秋社、2012
- 『バッハ学者は旅をする　私の音楽草枕』アルテスパブリッシング、2021

### 共編著
- 『バッハの旅』音楽之友社、1986。田中学而写真、図版解説
- 『バッハのすべて』市川信一郎、サントリー制作室共編、読売新聞社、1986
- 『バッハ全集 第1-5巻 教会カンタータ』クラウス・ホーフマン、小林義武ほか、礒山雅ほか共編、小学館、1997-99。全15巻
- 『バッハ全集 第6巻 世俗カンタータ』ヴォルフガング・ホルン、ゲオルク・フォン・ダーデルセン、クラウス・ホーフマン、小学館、1998
- 『バッハ全集 第8巻 ミサ曲、受難曲2』アンドレアス・グレックナー、フリーダー・レンプ、木村佐千子共編、小学館、1997-98
- 『バッハ全集 第11巻 チェンバロ曲 1』アルフレート・デュル、クリストフ・ヴォルフ、江端伸昭、小鍛冶邦隆共編、小学館、1996。刊行委員
- 『武満徹‐音の河のゆくえ』長木誠司共編 平凡社、2000
- 『進化するモーツァルト』編著 春秋社、2007。講演シンポジウム
- 『陸軍中将　樋口季一郎の遺訓』勉誠出版、2020

### 翻訳
- ニール・ザスロー編『啓蒙時代の都市と音楽 古典派　西洋の音楽と社会6』監訳、音楽之友社、1996
- ニコラウス・アーノンクール『古楽とは何か 言語としての音楽』許光俊共訳、音楽之友社、1997
- エリカ・シューハルト『このくちづけを世界のすべてに ベートーヴェンの危機からの創造的飛躍』山本潤、伊藤綾共訳、アカデミア・ミュージック、2013
- レオポルト・ノヴァーク『ブルックナー研究』音楽之友社、2018
- 監修『ヘルベルト・ブロムシュテット自伝　音楽こそわが天命』聞き手ユリア・スピノーラ、力武京子訳、アルテスパブリッシング、2018

## 参考
- 『バッハの風景』小学館、2008、ISBN 978-4-09-386159-5